# Tillandsia borealis
Tillandsia borealis är en gräsväxtart som beskrevs av López-ferr. och Mario Adolfo Espejo Serna. Tillandsia borealis ingår i släktet Tillandsia och familjen Bromeliaceae. Inga underarter finns listade i Catalogue of Life.